# حبيل الشعبة (طور الباحة)

تعديل مصدري - تعديل

حبيل الشعبـة هي إحدى قرى عزلة طور الباحة بمديرية طور الباحة التابعة لمحافظة لحج، بلغ تعداد سكانها 117 نسمة حسب تعداد اليمن لعام 2004.